# Igreja de Nossa Senhora da Conceição (Ribeira Grande)
A Igreja de Nossa Senhora da Conceição localiza-se na cidade e concelho da Ribeira Grande, na ilha de São Miguel, nos Açores.

## História
O primeiro templo sob a invocação de Nossa Senhora da Conceição, mais tarde mudado para o local onde se encontra a ermida de Nossa Senhora das Dores, reconstruído em 1696 e que pertencia Luís Gago e sua esposa, Branca Afonso da Costa, era uma ermida junto ao mar.
No local onde se erguia a ermida de São Sebastião, construiu-se, por volta de 1728 a atual igreja de Nossa Senhora da Conceição.